# Taphrinales
Taphrinales é uma ordem de fungos ascomicetes, a única na classe Taphrinomycetes, no subfilo Taphrinomycotina.